# Tolentino
Tolentino è un comune italiano di 17 500 abitanti della provincia di Macerata nelle Marche.

## Geografia fisica

### Territorio
Si trova in una posizione geografica territorialmente favorevole ed ha sempre ospitato insediamenti abitativi assumendo nei secoli un ruolo storico, culturale ed economico importante come cerniera tra la costa e la zona montana: le prime testimonianze di vita nel territorio del comune risalgono infatti al paleolitico inferiore fino alla civiltà picena. La città di Tolentino si trova al centro della vallata del Chienti, a 60 km con l'innesto della Flaminia in direzione ovest (Roma) e a 40 km con l'innesto dell'Autostrada Bologna-Taranto (A14). Per questo motivo e per una fitta rete viaria, fra cui la SS 77 e la superstrada parallela, rappresenta uno snodo di un certo rilievo grazie al quale sono facilmente raggiungibili le località sciistiche dei monti Sibillini per il soggiorno montano e le località balneari della costa.

## Storia

### Antichità

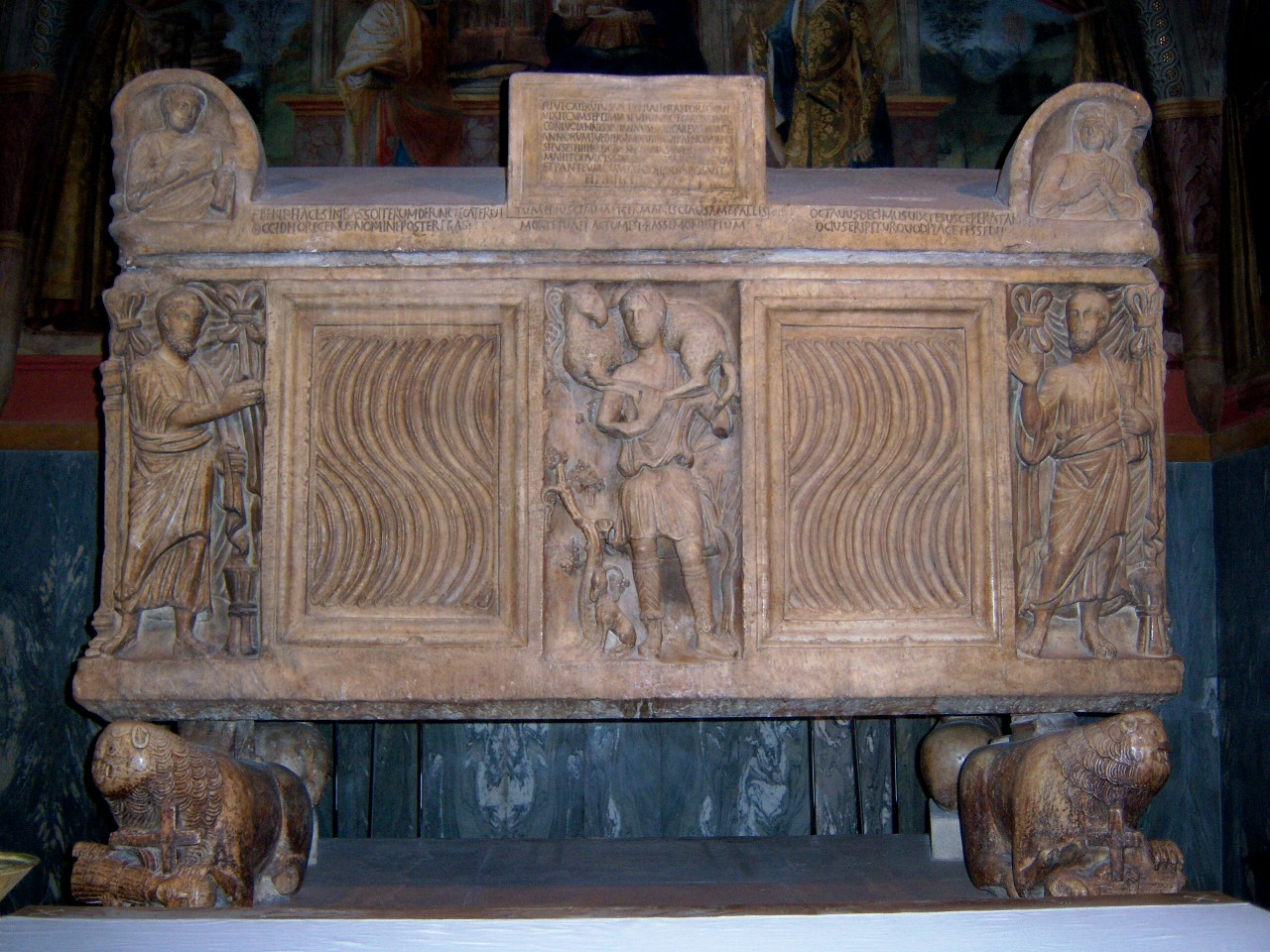
Sarcofago romano, San Catervo, Tolentino

Numerose tombe risalenti all'VIII e IV secolo a.C. e il ritrovamento nel 1884 del famoso Ciottolo di Tolentino (che rappresenta la figura di donna nuda con testa zoomorfa), attesterebbero la presenza di un fiorente insediamento di piceni sul luogo dell'attuale Tolentino. I Piceni sarebbero giunti nella vallata del Chienti secondo la leggenda con la "primavera sacra", per cui alcuni giovani migrarono dalla Sabina oltre l'Appennino per trovare nuove terre nelle quali stabilirsi. Ma altri studi hanno portato all'ipotesi dell'insediamento di genti transadriatiche che si sarebbero spinte considerevolmente nell'interno. Queste teorie non trovano ancora la soluzione definitiva del problema aperto sull'origine di Tolentino, anzi lo accrescono per la conseguente e non improbabile distinzione tra Piceni e Picentes, questi ultimi ascritti più tardi dai Romani alla tribù Velina. Lo stesso nome di Tolentino trova discordi gli studiosi sulla sua radice: da quella che lo fa derivare dal greco "thòlos" (cumulo, in riferimento alla collina alluvionale dove la città sorge), a quella più recente che lo ritiene derivato dalla radice "Tul" con il significato di "limite" o, per meglio dire, "definitivo confine".
Del periodo romano mancano per Tolentino citazioni specifiche da parte degli storici. Dalle iscrizioni delle lapidi pervenute e come riportato da Plinio il Vecchio nel suo Naturalis Historia, si sa che Tolentinum, compresa nella regio V Picenum, fu forse colonia e di certo Municipio romano. Purtroppo quasi ogni rudere dell'epoca romana è andato perduto per il sovrapporsi continuo di nuovi edifici, ad eccezione dei resti di una costruzione termale sotto la sede comunale. Una non dubbia testimonianza della situazione della città, sia pure al limite del periodo romano, però proviene dalla figura di Flavio Giulio Catervio, prefetto del pretorio, ritiratosi a Tolentino verso la fine del IV secolo, del quale si conservano il magnifico sarcofago e quanto rimane del relativo panteum. Secondo la tradizione a Flavio Giulio Catervio si deve la conversione al Cristianesimo dei tolentinati, i quali lo proclameranno loro protettore con il nome contratto di San Catervo e presso il suo sepolcro costruiranno una chiesa retta da un vescovo, come si desume dagli atti dei Concili Romani dal 487 al 502, sottoscritti appunto dal vescovo tolentinate.
Dopo il crollo dell'Impero Romano, le Marche e Tolentino furono soggette alle invasioni barbariche. Così la maggior parte degli abitanti delle città si rifugiarono sulle alture, abbandonandole. Tolentino non subì la sorte comune delle altre città della vallata del Chienti, abbandonate e distrutte, ma continuò a sussistere, sia pure in limiti ristretti e con un numero esiguo di abitanti, in quanto il Panteum triabsidato del prefetto Catervio, divenuto luogo di culto e affiancato dalla fondazione monastica della cella Sanctae Mariae trovò, secondo le usanze barbariche, il dovuto rispetto da parte degli invasori.

### Medioevo
Nel 1166, dietro intervento dei figli del marchese d'Ancona, la città assume i caratteri di organismo comunale liberandosi facilmente dal dominio indiretto del monastero del Ss. Salvatore di Rieti a cui era sottoposta dal 1099. Tolentino diventa così un potente comune annettendosi borghi e castelli vicini come Belforte del Chienti e Urbisaglia. La città si arricchisce di chiese e conventi, si cinge di una cinta muraria, che in parte si è conservata e dà vita a un'economia fiorente, fondata su vari opifici (concerie, mulini, lavorazioni tessili). La prosperità raggiunta tra il XII e il XIV secolo causa numerose divergenze e scontri con comuni limitrofi. Come le altre città d'Italia nel XIV secolo Tolentino è logorata dagli scontri tra guelfi e ghibellini e dai tentativi della famiglia Accoramboni di farsi signori del comune, che non riusciranno mai nel loro intento trovando l'opposizione dell'intera comunità. Tuttavia Tolentino continua a rimanere un attivissimo comune sia sul piano economico che quello politico e artistico. Dopo aver debellato un nuovo tentativo nel 1342 della famiglia degli Accoramboni di farsi Signori del comune, nel 1353 Tolentino aderisce definitivamente alla lega ghibellina capeggiata dal vescovo Visconti, ma nominato il cardinale Egidio Albornoz come rettore della Marca d'Ancona, il cardinale restaura il potere papale ed emana le Costituzioni Egidiane  documenti in cui vi sono incluse tutte la città ghibelline della Marca da riportare all'ordine. Tolentino inclusa nelle "città medie" viene posta sotto il comando indiretto di Rodolfo Varano, capitano delle truppe pontificie. Questo dominio indiretto dei Varano, malamente sopportata dal popolo della città, terminò nel 1434 con l'uccisione di Berardo Varano. Nel 1445 il papa Eugenio IV assoggetterà il comune direttamente alla Chiesa.

### Età moderna
Dopo la caduta dei Da Varano, la Chiesa ordinò che la città, non ancora del tutto sottomessa, fosse occupata da Piercivalle Doria comandante delle truppe degli Sforza, ma anch'egli venne cacciato con una strenua battaglia. Tuttavia, la città non si riprese più e si aprì un periodo oscuro dettato dalla sete di potere che provocò delitti, inganni e vendette. Solo nel 1585 papa Sisto V intervenne personalmente a risolvere le ormai tristemente famose vicende tolentinati, ed elevò in quello stesso anno Tolentino al grado di città e diocesi; le famiglie nobili della città, per ringraziamento al papa della pacificazione, eressero fuori delle mura la Chiesa Della Pace, tuttora esistente.

### Età contemporanea
Nel 1797 viene stipulato il Trattato di Tolentino tra Napoleone Bonaparte e Pio VI con il quale la Chiesa dovette accettare dure imposizioni economiche e la cessione delle Legazioni di Forlì, Ravenna, Bologna e Ferrara. Nel 1815 si combatté nelle vicinanze della città la battaglia di Tolentino, tra Gioacchino Murat e l'esercito austriaco, da cui Murat uscì sconfitto.

Nel 1857, in contemporanea con molte città italiane, a Tolentino cominciò a diffondersi la Società nazionale. Già in questo periodo, la città diede segni di volersi unificare al Regno Sabaudo. A Tolentino, Domenico Ciardoni era corrispondente di Massimo d'Azeglio e della Società nazionale. Nel 1859 diversi furono i volontari inviati in aiuto alle truppe piemontesi impegnate nella guerra contro l’Austria. Quando nel 1860 Enrico Cialdini entrò nelle Marche alla guida delle truppe piemontesi, Ciardoni aveva già arruolato diversi uomini nel Corpo dei Cacciatori delle Marche per combattere durante l’occupazione del territorio di Ascoli. Nelle schiere dei volontari per i Cacciatori delle Marche era presente Euclide Cagnaroni che, presso Grottammare, fece prigioniero un corpo di truppe pontificie. Lo stesso Domenico Ciardoni inviò al comitato riminese, in data 17 maggio 1860, una lettera in cui evidenziava il bisogno di ulteriore supporto:
«Ricevuta la vostra in data oggi stesso che domani verrà comunicata all’ordine. In evasione intanto della medesima debbo dirvi: 1) che il paese è risoluto e pronto ad eseguire tutto ciò che verrà ordinato. 2) I mezzi che qui necessitano in primo luogo sono 38 o 40 fucili con le loro rispettive abbondanti munizioni e capsule ecc.; in secondo luogo, una scorta di circa 70 o 80 scudi per l’evenienze possibili. 3) Il numero degl’individui sul quale possasi definitivamente contare è di 29; a questi però con tutta probabilità si possono unire altri 20 circa. 4) Al presente articolo si risponde che, essendo la forza politica la sola che guarnisce il paese, ed essendo questa costituita di circa 20 individui soltanto, con ogni certezza di buon esito si può affrontare e disfare; se però la superiorità crederà opportuno disporre diversamente, se ne attenderà e se ne eseguirà puntualmente l’ordine. 5) L’opinione del paese in generale è buona, ed il movimento, ben ordinato, porterebbe seco buon numero di seguaci, i quali benché ora incerti ed indifferenti invidiano le altre province non più soggette ma libere. Si ricorda che le istruzioni ed ordini siano dati a tempo, e con tutta precisione a scanso di ogni inconveniente. Nota: fra le armi richieste all’articolo due necessita ancora un 6 od 8 paia di pistole»
A seguito dell’occupazione piemontese delle Marche, l’allora Gonfaloniere Domenico Silverj – titolo equivalente a quello di Primo cittadino – viene confermato Sindaco di Tolentino del nuovo Regno d’Italia.
Negli ultimi decenni del secolo ebbe inizio per la città un decisivo decollo industriale e le sorti di Tolentino si legarono a quelle nazionali, dal primo conflitto mondiale all'avvento del fascismo, dalla seconda guerra mondiale al breve ma doloroso periodo della Resistenza, in cui la città pagò un alto prezzo in vite umane e sacrifici e fu per questo motivo che Tolentino figura tre le città decorate al valor militare per la guerra di Liberazione, insignita nel 1994 della Medaglia d'argento al valor militare per i sacrifici delle sue popolazioni e per l'attività nella lotta partigiana durante la seconda guerra mondiale.
Pur non essendo stata epicentro, subì numerosi danni ed alcuni crolli, fortunatamente senza vittime, ma che hanno provocato lo sfollamento di circa 10 mila persone, a causa delle scosse del 24 agosto, del 26 e del 30 ottobre del terremoto del Centro Italia del 2016.

### Simboli
La prima testimonianza relativa al vessillo del Comune di Tolentino risale ad una pagina del Libro dei Consigli del 15 settembre 1451 in cui si parla di un'insegna in parte rossa e in parte bianca, nella stessa pagina si parla anche di sigilli riportanti le armi del Comune (che però non vengono descritti).
Le prime attestazione del vessillo comunale, di rosso alla fascia d'argento, risalgono al XIV secolo.
Lo stemma attualmente in uso, riconosciuto con decreto del Capo del governo del 23 aprile 1942, si blasona:
La concessione originale comprendeva anche il Capo del Littorio.
Il gonfalone, riconosciuto con lo stesso decreto, ha la seguente descrizione:

### Onorificenze
Tolentino è tra le città decorate al valor militare per la guerra di liberazione, insignita della medaglia d'argento al valor militare per i sacrifici delle sue popolazioni e per l'attività nella lotta partigiana durante la seconda guerra mondiale:

## Monumenti e luoghi d'interesse

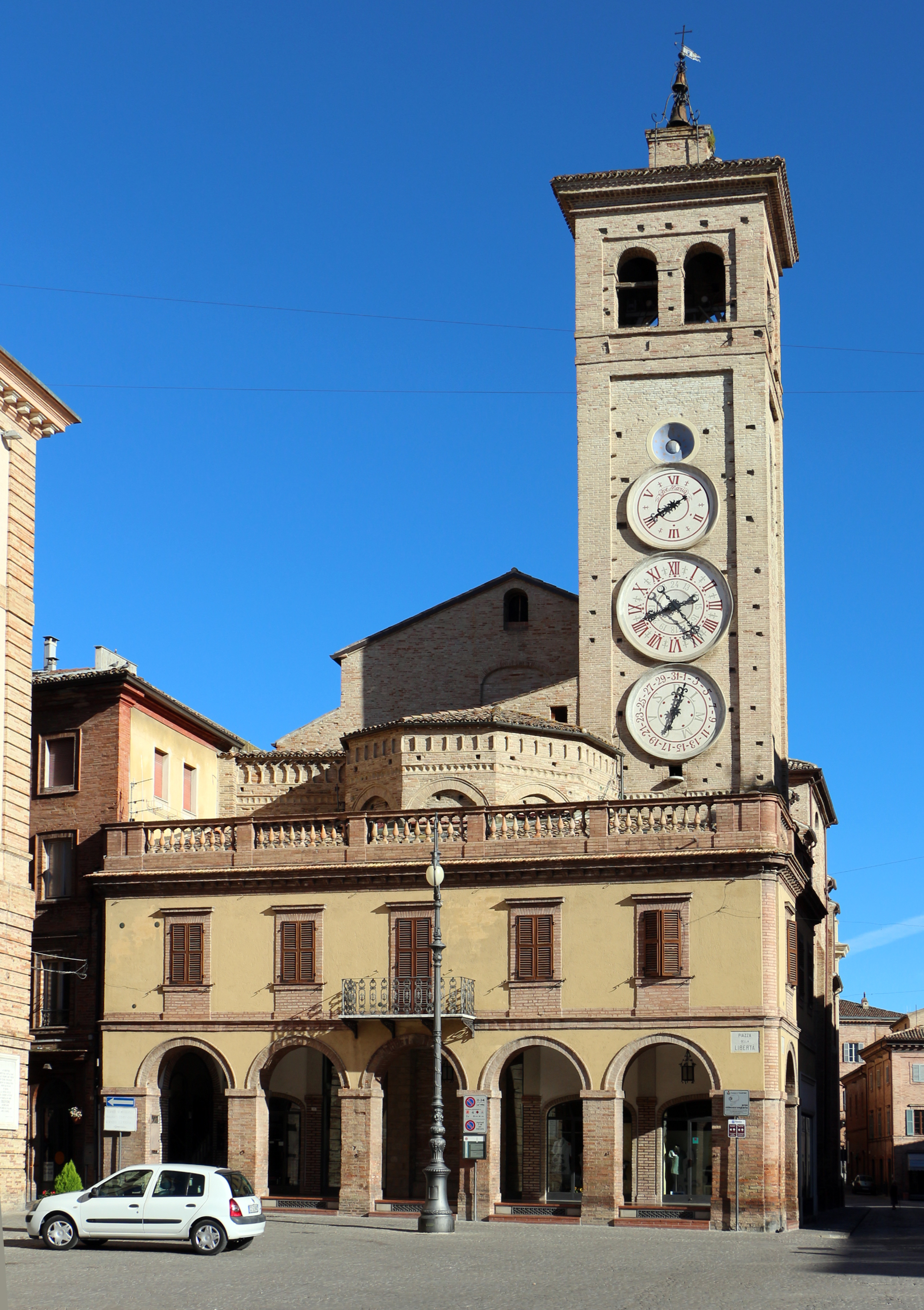
La caratteristica Torre degli Orologi.

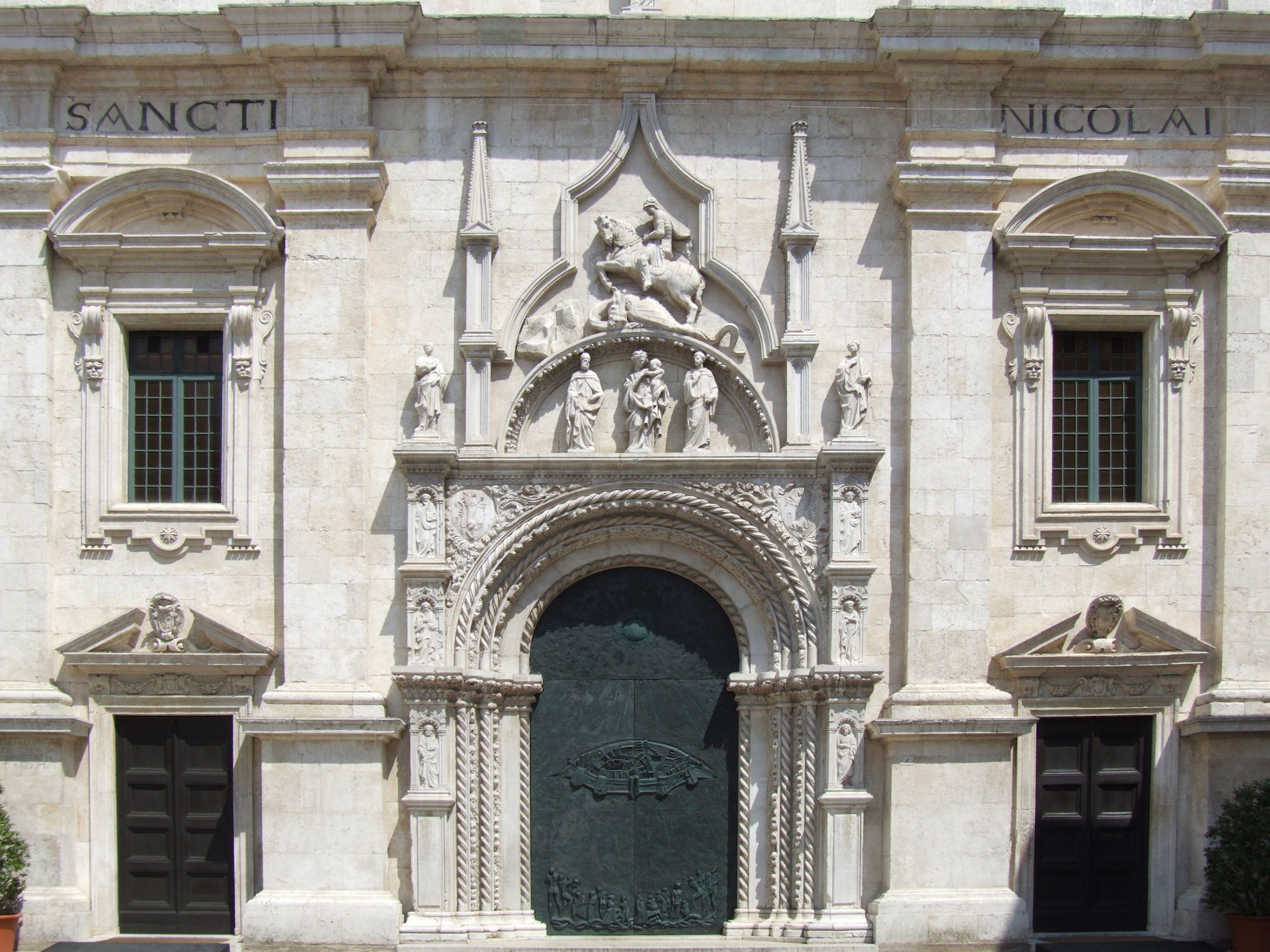
Il portale della basilica di San Nicola.

### Architetture religiose
- Duomo di San Catervo
- Basilica di San Nicola da Tolentino
- Chiesa di San Francesco, ristrutturata all'interno tra Settecento e Ottocento, conservava una cappella interamente decorata, compresa la pala d'altare, da Catervo di Piermarino nel 1497 - 98 circa.[13]
- Chiesa di Santa Maria Nuova
- Chiesa del Santissimo Crocifisso
- Chiesa di San Giacomo o della Carità
- Abbazia di Chiaravalle di Fiastra: a 15 km dal centro, l'Abbazia di Chiaravalle di Fiastra, fondata dai monaci cistercensi della Chiaravalle di Milano nel XII secolo; intorno ad essa si estende la Riserva Naturale dell'abbazia di Fiastra.

### Architetture militari
- Castello della Rancia

### Architetture civili
- Palazzo Parisani Bezzi
- Palazzo Sangallo[14], che ospita al suo interno il Museo internazionale della caricatura
- Piazza Domenico Silverj
- Piazza Madama
- Ponte del Diavolo
- Teatro Nicola Vaccaj
- Torre degli orologi
- Palazzo di Montanari
- Terme di S. Lucia: a 3 km dal centro, attive dal 1937 e diventate nel tempo un importante Presidio Ambulatoriale di Recupero e Rieducazione funzionale, nonché Centro di Medicina dello Sport, convenzionato con il S.S.N.[15]

### Aree archeoligiche
- Contrada Pace, uno dei due siti archeoligici del mesolitico di tutta la regione, dove è attestata la presenza di antichi cacciatori-reccoglitori[16].

## Società

### Evoluzione demografica
Abitanti censiti

### Etnie e minoranze straniere
Al 31 dicembre 2022 la popolazione straniera era di 1.412 persone, pari al 7,84% della popolazione.

## Cultura
Tolentino è sede del Museo internazionale dell'umorismo nell'arte (MIUMOR); fondato nel 1970 come Museo della Caricatura, promuove la Biennale internazionale dell'umorismo nell'arte (BIUMOR), manifestazione internazionale a cui partecipano artisti e vignettisti satirici da tutto il mondo.
Centro di grande interesse religioso ed artistico è la Basilica di San Nicola da Tolentino, con annesso convento agostiniano, e la Biblioteca Egidiana, le cui origini risalgono al 1358 ed il cui archivio è stato riconosciuto di pubblica utilità e notevole interesse storico.
Presso il Palazzo Parisani-Bezzi si trova il Museo Napoleonico, che conserva gli ambienti in cui fu firmato il Trattato di Tolentino del 1797. La Biblioteca Filelfica, che prende il nome dall'umanista Francesco Filelfo, fu fondata nella prima metà del XIX secolo e custodisce fra le altre cose i manoscritti di Nicola Vaccaj.
Tolentino possiede anche un pregevole teatro storico, sede della prestigiosa Compagnia della Rancia diretta dal regista Saverio Marconi: il Teatro Nicola Vaccaj, intitolato al musicista e compositore tolentinate Nicola Vaccaj. Colpito il 29 luglio 2008 da un incendio durante i lavori di ristrutturazione del tetto, nei 10 anni successivi il teatro viene restaurato e nuovamente inaugurato il 10 settembre 2018.
Il Palazzo Sangallo ospita il "Centro Teatrale Sangallo", la Scuola di Recitazione fondata da Saverio Marconi nel 1980.
Dal 2010 in città opera l'Istituto di Formazione Cinematografica "OffiCineMattòli", gestito dall'omonima associazione intitolata al regista tolentinate Mario Mattoli.
Presso il Castello della Rancia ha sede il Museo civico archeologico "Aristide Gentiloni Silverj", che conserva le testimonianze preistoriche, picene e romane del territorio. La stessa struttura, nel corso dell'anno, ospita inoltre eventi, convegni e mostre tematiche. Inoltre dal 1996 intorno al castello si svolge la rievocazione della storica battaglia di Tolentino del 1815, a cura dell'Associazione "Tolentino 815", evento a cui partecipano gruppi di rievocatori provenienti da tutta Italia e da diverse parti d'Europa.
Altro polo culturale cittadino di notevole importanza, situato lungo il corso principale, è il Politeama: una struttura polifunzionale con più spazi utilizzabili come cinema, teatro, sale conferenza, scuola di danza, sale di musica, laboratori ed altre attività, e dotata inoltre di caffetteria. Nato nel 1927 come Politeama Piceno e costruito da un'associazione di filantropi cittadini capitanati da Nazareno Gabrielli, è stato attivo fino al 1991 e poi lasciato in stato di semi-abbandono; nel 2014 la Fondazione Franco Moschini lo rileva e lo ristruttura completamente adeguandolo alle esigenze moderne, e dal 2017 è tornato in piena attività.
Di rilievo anche l'attività musicale cittadina. Nel 1980 si costituisce il Coro Polifonico "Città di Tolentino", che dal 1984 organizza l'omonimo Festival di Musica Corale che ogni anno vanta importanti partecipazioni italiane e straniere. Negli anni la formazione ha collaborato anche con la RAI per produzioni televisive, ed ha pubblicato diverse registrazioni.
Storica la presenza di un corpo bandistico, del quale esistono tracce documentali fin dal 1830. L'attuale corpo, intitolato a Nazareno Gabrielli, è attivo dal 1983 e gestisce anche attività di formazione musicale. Nel 1994 la banda si costituisce in associazione e da' vita anche al Concerto di Fiati "Giuseppe Verdi", formazione parallela che include musicisti anche dei Comuni vicini.

### Istruzione

#### Biblioteche
- Biblioteca Egidiana[32]
- Biblioteca Filelfica

#### Scuole
Oltre alle scuole dell'obbligo, a Tolentino opera l'Istituto di Istruzione Superiore (IIS) "Francesco Filelfo": nato nei primi anni '90 dall'accorpamento del Liceo Classico "Francesco Filelfo" e del Liceo Scientifico "Leonardo Da Vinci", successivamente incorpora anche l'Istituto Tecnico Commerciale “Luigi Einaudi” e, dal 2011, include anche il neoistituito Liceo Coreutico (unico nelle Marche).
Nel Comune è inoltre presente una sede coordinata dell'Istituto Professionale per l’Industria e l’Artigianato “Renzo Frau”, che offre i corsi quinquennali di Meccanica e di Moda.
Dal 1980 è attivo nel Comune l'Istituto Musicale "Nicola Vaccaj", i cui corsi seguono i programmi didattici del Conservatorio Statale di Musica “G. Rossini" di Pesaro con cui è stata stipulata una convenzione dall’anno scolastico 2009/2010, o vengono adattati alle richieste di quegli allievi che vogliono fare musica per proprio piacere personale.

### Media
Attiva nei media fin dagli anni '70 con le prime radio private, a Tolentino operano attualmente la storica emittente radiofonica "Multiradio" (che pubblica anche il mensile gratuito "Multiradio Press News"), e l'emittente televisiva "Video Tolentino" che offre un'importante copertura di notizie ed approfondimenti a carattere locale.

## Geografia antropica

### Frazioni
Abbadia di Fiastra, Acquasalata, Ancaiano, Asinina, Bura, Calcavenaccio, Casa di Cristo, Casone, Cisterna, Collina, Colmaggiore, Divina Pastora, Fontajello, Fontebigoncio, Le Grazie, Maestà, Massaccio, Pace, Parruccia, Paterno, Pianarucci, Pianciano, Pianibianchi, Portanova, Rambona, Rancia, Regnano, Ributino, Riolante, Rofanello, Rosciano, Rotondo, Salcito, San Bartolomeo, San Diego, San Giovanni, San Giuseppe, San Martino, San Rocco, Santa Croce, Santa Lucia, Sant'Andrea, Sant'Angelo, Santissimo Redentore, Troiano, Vaglie, Vicigliano.

## Economia
La percentuale degli addetti nel settore industriale, artigianale e dei servizi è più elevata rispetto alla realtà provinciale, regionale e nazionale. Tra le attività produttive emergono per tradizione, importanza e ricchezza quelle della lavorazione delle pelli, del cuoio e della carta, con marchi famosi a livello internazionale (Poltrona Frau e Nazareno Gabrielli), oltreché la lavorazione del rame, finalizzata alla realizzazione di una vasta gamma di prodotti, che spazia dal vasellame alle anfore; sono inoltre presenti manifatture tessili (Malagrida Manifatture e Arena), una discreta industria turistica e molte attività commerciali.
A supporto delle numerose attività produttive, dal 2008 viene organizzata la manifestazione "Tolentino Expo", evento a cadenza biennale che si tiene nel centro storico nel mese di Ottobre e che offre un'importante vetrina alle aziende della zona.

## Infrastrutture e trasporti
Per via della posizione storicamente favorevole lungo la vallata del Chienti, Tolentino ha sul proprio territorio comunale ben sei uscite della superstrada SS 77 (in direzione monti-mare: Tolentino Ovest, Tolentino Sud, Tolentino Est, Tolentino Zona Industriale, Pollenza, Sforzacosta), le prime 4 adiacenti al centro abitato ed alle zone produttive, le ultime due al servizio di comuni limitrofi.
La città è attraversata dalla ferrovia Civitanova Marche-Fabriano, servita da soli treni regionali, e dispone di una stazione inaugurata nel 1888. È inoltre in progetto un'ulteriore stazione da realizzare nella zona est, a servizio del nuovo campus scolastico di prossima realizzazione.
Di rilievo la presenza storica di diverse centrali idroelettriche, che hanno alimentato lo sviluppo industriale della città. La prima, di proprietà di un'azienda privata, consentì di elettrificare l'illuminazione pubblica fin dal 1892 (primo Comune delle Marche). Nei decenni successivi, la municipalizzata ASSM realizzò ulteriori impianti di potenza sempre crescente: le ultime due centrali furono inaugurate nel 1941 e nel 1963, quest'ultima grazie alla costruzione di una diga sul Chienti che portò alla formazione del lago artificiale delle Grazie. Attualmente il grosso dell'energia elettrica cittadina è fornito dalla rete ENEL, ma le due centrali comunali restano comunque attive.
A Tolentino ha la sede legale e operativa anche il COSMARI, consorzio provinciale che si occupa della gestione e smaltimento dei rifiuti. Inizialmente operante anche con un termovalorizzatore, oggi spento, dai primi anni '90 il consorzio attiva in città la raccolta differenziata, che dal 2007 viene effettuata con il metodo "porta-a-porta".

## Amministrazione
| Periodo          | Periodo          | Primo cittadino                   | Partito                            | Carica                  | Note   |
| ---------------- | ---------------- | --------------------------------- | ---------------------------------- | ----------------------- | ------ |
| 20 gennaio 1989  | 12 giugno 1990   | Walter Montanari                  | Partito Comunista Italiano         | Sindaco                 | [ 43 ] |
| 12 giugno 1990   | 27 novembre 1993 | Francesco Massi Gentiloni Silveri | Democrazia Cristiana               | Sindaco                 | [ 43 ] |
| 20 dicembre 1993 | 15 febbraio 1994 | Nicola Mancioli                   | Democrazia Cristiana               | Sindaco                 | [ 43 ] |
| 15 febbraio 1994 | 27 giugno 1994   | Filomena Calisti                  |                                    | Commissario prefettizio | [ 43 ] |
| 27 giugno 1994   | 8 giugno 1998    | Giuseppe Foglia                   | Partito Democratico della Sinistra | Sindaco                 | [ 43 ] |
| 8 giugno 1998    | 28 maggio 2002   | Giuseppe Foglia                   | Democratici di Sinistra            | Sindaco                 | [ 43 ] |
| 28 maggio 2002   | 12 giugno 2007   | Luciano Ruffini                   | La Margherita                      | Sindaco                 | [ 43 ] |
| 12 giugno 2007   | 22 maggio 2012   | Luciano Ruffini                   | Partito Democratico                | Sindaco                 | [ 43 ] |
| 22 maggio 2012   | 13 giugno 2017   | Giuseppe Pezzanesi                | Centro-destra                      | Sindaco                 | [ 43 ] |
| 13 giugno 2017   | 26 giugno 2022   | Giuseppe Pezzanesi                | Centro-destra                      | Sindaco                 | [ 43 ] |
| 27 giugno 2022   | in carica        | Mauro Sclavi                      | Lista civica                       | Sindaco                 | [ 43 ] |

### Gemellaggi
- Émerainville
- Labastide-Murat
- Isola d'Istria

Per quanto riguarda i gemellaggi con i due comuni francesi è stata significativa l'attività del professor Osvaldo Morlupi.

## Sport
Grazie alla presenza di numerose strutture dedicate (stadio, palasport, piscina, campi da tennis, ecc.) che servono anche i Comuni limitrofi, Tolentino può vantare una vivace attività sportiva. Hanno sede nel comune le società di calcio: Associazione Sportiva Dilettantistica Unione Sportiva Tolentino 1919, Real Tolentino, A.S.D. Gruppo Sportivo Elfa Tolentino e A.S.D. Juventus Club Tolentino. Da luglio 2023 il Gruppo Sportivo Elfa Tolentino viene incorporato per fusione dall' A.S.D. Juventus Club Tolentino assumendo la denominazione A.S.D. Elite Tolentino. Le squadre locali di calcio a 5 sono il Cantine Riunite Tolentino e dal 2018 il Borgorosso Tolentino, entrambe militanti nel campionato Serie D.
Dal 1985, anno di inaugurazione della piscina comunale "G. Caporicci", anche il nuoto ha assunto notevole importanza. La società natatoria "Pallanuoto Tolentino" comprende una squadra maschile e una femminile che militano rispettivamente nei campionati di serie C e A2. Dalla fine degli anni '80 si svolge la "24 ore di nuoto Arena", manifestazione non competitiva aperta a tutti che richiama come ospiti anche diversi campioni nazionali. Nato a Tolentino è il nuotatore di fondo Simone Ruffini, medaglia d'oro ai mondiali 2015 nella 25 km in acque libere.
Presenza di lunga data hanno anche associazioni sportive di atletica leggera, pallanuoto, pallavolo, pallacanestro e tennis.